# خاوی سالامرو
خاوی سالامرو (انگلیسی: Javi Salamero؛ زادهٔ ۲۶ ژوئن ۱۹۷۱) بازیکن فوتبال اهل اسپانیا است.